# 天目木兰
天目木兰（学名：Magnolia amoena）是木兰科木兰属的植物，是中国的特有植物。分布于中国大陆的浙江等地，生长于海拔700米至1,000米的地区，多生长于林中，目前尚未由人工引种栽培。功能主治为：利尿，消肿。治酒疸，重舌，痈毒。